# مینی‌بوس (فیلم)
مینی‌بوس فیلمی به کارگردانی  و نویسندگی محسن زارعیان ساختهٔ سال ۱۳۸۹ است.

## بازیگران
- بهنوش بختیاری
- کیانوش گرامی
- افشین سنگ‌چاپ
- محمد کدخدایی
- رضا فیاضی
- خسرو احمدی
- عباس محبی
- فرهاد بشارتی
- ترگل طیبی